# Arthrodytes andrewsi
Arthrodytes andrewsi — викопний вид пінгвінів, що існував в ранньому міоцені (23-17 млн років тому). Викопні рештки птаха знайдені в долині Гран-Бахо-де-Сан-Хуліан в провінції Санта-Крус на півдні Аргентини.